# Georgios Paraskevópulos
Georgios Paraskevópulos (grec: Γεώργιος Παρασκευόπουλος)  (segle XIX - p. segle XX) fou un ciclista grec. Va competir als Jocs Olímpics d'Estiu de 1896.
Paraskevópulos va competir a la cursa de 12 hores i en la cursa en carretera. No va acabar les 12 hores. En la cursa en carretera, no va acabar entre els tres primers, acabà entre el quart i el setè lloc, ja que la seva marca no es va registrar.